# Phalanger mimicus
El cuscús común del Sur (Phalanger mimicus) también conocido como cuscús australiano, falanger gris y to-ili, es un marsupial arbóreo endémico de Australia (Cabo York), el sur de Nueva Guinea y posiblemente las islas Aru. Hasta hace poco se consideraba conespecífico de P. intercastellanus, y antes también de P. orientalis.

## Descripción
La parte superior del cuerpo es de color marrón grisáceo con una franja central negra en la parte posterior, la parte inferior es blanca. 
En algunos ejemplares el vientre también es de color marrón grisáceo. 
La cola prensil tiene el mismo color en la base que la parte superior, el resto de la cola es desnuda y de color marrón oscuro.
Las orejas rosadas son cortas y redondas. La longitud de la cabeza y el cuerpo (en la subespecie australiana) es de 33 a 40 centímetros, la longitud de la cola es de 28 a 35 centímetros y el peso es de 1,5 a 2,2 kilogramos.

## Distribución
En Nueva Guinea, el área de distribución de la especie se extiende desde el río Mimika a través del monte Bosavi hasta el río Orioma; La población de las islas Aru también puede pertenecer a P. mimicus.
En Australia, la especie se encuentra desde McIlwraith Range hasta el Parque nacional Montes de Hierro en bosques pluviales y de acacias.

## Ecología
El cuscús es un animal solitario y nocturno. Durante el día permanece en el agujero de un árbol. Por la noche se desplaza entre el follaje en busca de alimento. Su dieta se compone de hojas, frutos y flores.

## Subespecie
Las poblaciones de Australia y Nueva Guinea se dividen en las subespecies P. m. peninsulae (TATE, 1945) y P. m. mimicus (THOMAS, 1922), respectivamente.